# Цикада ясеневая
Цикада ясеневая (лат. Cicada orni) — вид цикад из семейства певчих цикад, типовой вид рода Cicada.

## Этимология
Родовое название от лат. cicada (то, что стрекочет). Видовой эпитет предположительно происходит от названия дерева Fraxinus ornus (Ясень манновый), на ветвях котором этот вид цикад часто откладывает яйца.

## Описание

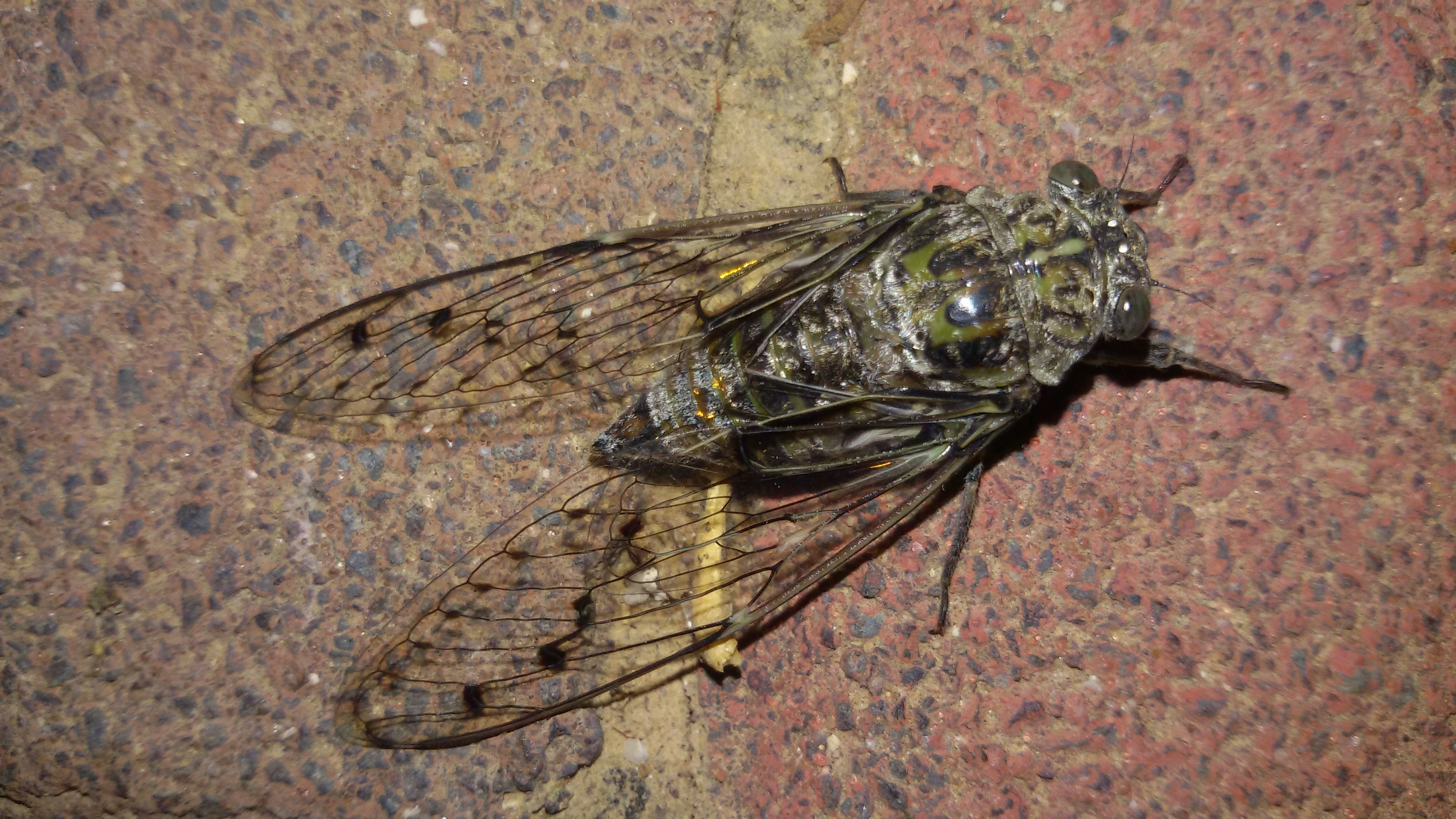
Цикада ясеневая: дорсальная сторона

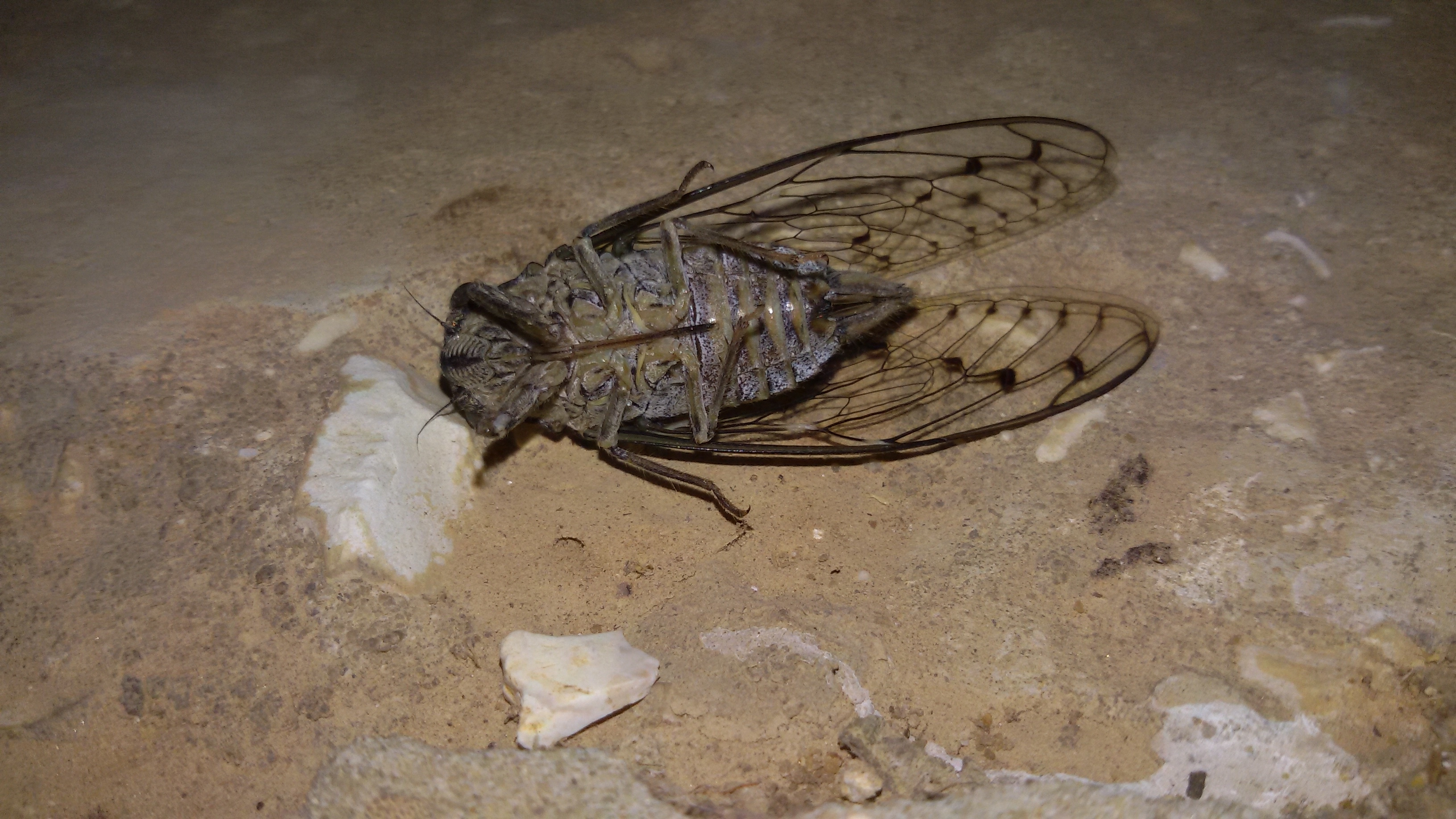
Цикада ясеневая: вентральная сторона

Длина тела взрослых особей 25—28 мм при размахе крыльев до 70 мм. Окраска тела покровительственная, варьирует от коричневого до серого. Брюшко довольно толстое и заканчивается у самок яйцекладом, у самцов копуляционным аппаратом. На брюшке имеются красноватые или золотистые сегменты и мелкие волоски. На голове находятся крупные выдающиеся по сторонам глаза. На темени 3 простых глазка. Антенны у этого вида короткие. Хоботок длинный. Передние крылья длиннее задних, прозрачные с хорошо очерченными жилками и ячейками и несколькими характерными чёрными пятнами (на передних крыльях). На жилках по краю передних крыльев имеется ряд коричневых точек, редко разбросанных и по поверхности самого крыла.

## Жизненный цикл
Взрослые цикады в течение лета питаются соком деревьев и кустарников. Их длинные хоботки адаптированы для прокалывания коры и высасывания соков. Cicada orni предпочитают соки олив, сосен, дубов и эвкалиптов. Также встречается на виноградных лозах.
Самцы ясеневой цикады издают звуки при помощи специальных брюшных мембран (тимбальные органы) для привлечения самок. Скопления самцов стрекочут на освещённых солнцем ветвях (стрекотание это энергозатратный процесс, который облегчается, когда цикада находится под солнечным светом). При приближении самки начинается процесс ухаживания, во время которого цикады раз за разом касаются друг друга ногами, «обнимая» друг друга. По окончании ухаживания цикады спариваются на том же месте, где проходило ухаживание.
Цикада ясеневая откладывают яйца в течение лета. Личинки вылупляются поздним летом и осенью. Стадия личинки длится несколько лет. Сами личинки обитают в земле и питаются соками корней растений. Продолжительность жизни имаго Cicada orni составляет полтора месяца.

## Ареал
Этот вид цикад обитает в южной и центральной Европе, на Ближнем востоке и в северной Африке. Западная граница ареала — Иберийский полуостров, северный — районы вокруг Чёрного моря. Это одна из наиболее распространённых цикад Средиземноморья. Структура стрекотания Cicada orni меняется в разных частях её ареала. Исследование вариаций издаваемых Cicada orni звуков позволило предположить, что этот вид ведёт своё происхождение из западных районов Малой Азии.

Habitat map

## Таксономия
в 2000 году на основе детального изучения стрекотания разных популяций цикады ясеневой было выдвинуто предложение выделить популяцию острова Лесбос в отдельный подвид C. orni lesbosiensis. Дальнейшие исследования не подтвердили валидность такого выделения.

## Галерея

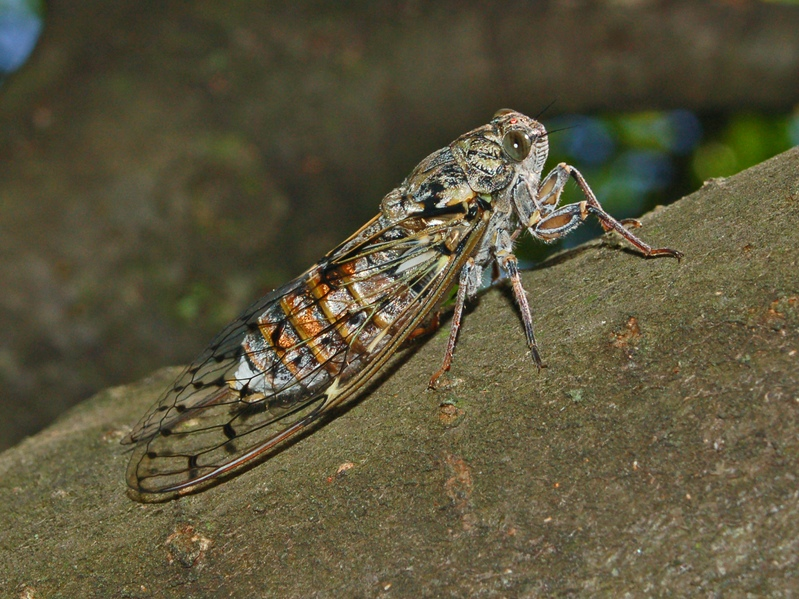
Cicada orni, вид с боку
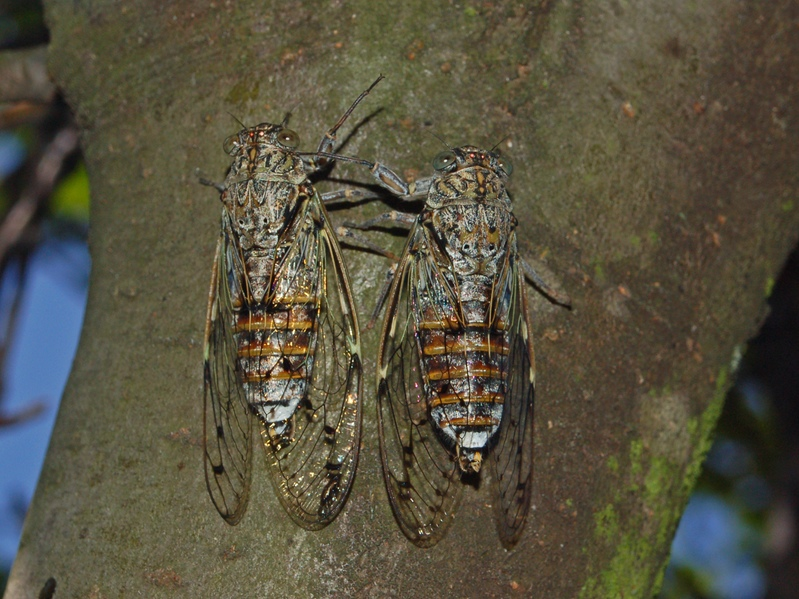
Cicada orni, спаривание
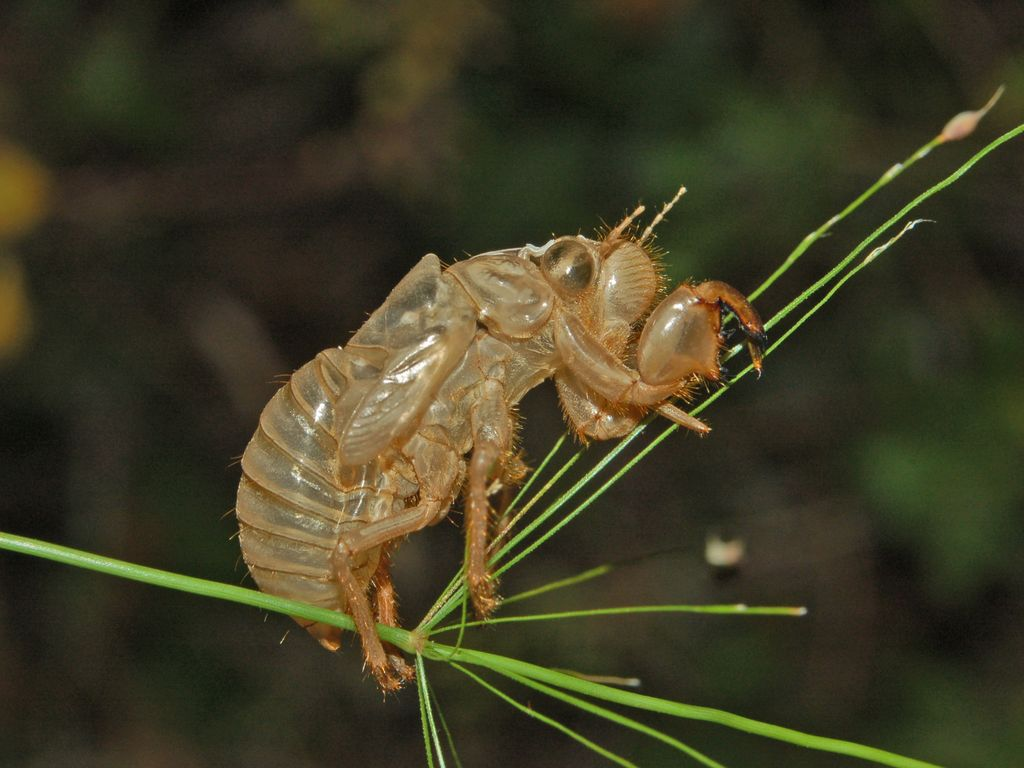
Экзувий